# Mou (Toussiana)
Pour les articles homonymes, voir Mou.
Ne doit pas être confondu avec Mou (Oury).
Mou est un village situé dans le département de Toussiana de la province du Houet dans la région des Hauts-Bassins au Burkina Faso.

## Santé et éducation
Le centre de soins le plus proche de Mou est le centre de santé et de promotion sociale (CSPS) de Toussiana.